# Armée du Sud-Est
L'armée du Sud-Est (russe : Армия Юго-Востока) était la principale force armée de la république populaire de Lougansk formée dans l'oblast de Louhansk lors des troubles pro-russes de 2014 en Ukraine, qui conduiront à la guerre du Donbass.

## Histoire
En avril 2014, un groupe de manifestants pro-russes prend d'assaut le siège du SBU de Louhansk, réussissant à saisir des armes et à former une milice armée.
La première unité à être créée fut le bataillon « Zarja », en mai 2014.